# Theope palambala
Espèce
Theope palambala est une espèce d'insectes lépidoptères appartenant à la famille  des Riodinidae et au genre Theope.

## Taxonomie
Theope palambala a été nommé par Jean-Yves Gallard en 2009.

## Description
Seul le mâle de Theope palambala est connu. C'est un papillon au dessus des ailes marron foncé.
Le revers est ocre foncé orné d'une ligne submarginale de points marron entouré d'ocre clair.

## Biologie
Sa biologie n'est pas connue.

## Écologie et distribution
Theope palambala n'est présent qu'en Guyane.

### Biotope
Il a été trouvé à Saint-Laurent-du-Maroni en Guyane.

### Protection
Pas de statut de protection particulier.